# La Ferrière-aux-Étangs
La Ferrière-aux-Étangs is een gemeente in het Franse departement Orne (regio Normandië). De plaats maakt deel uit van het arrondissement Argentan. La Ferrière-aux-Étangs telde op 1 januari 2022 1.531 inwoners.

## Geografie
De oppervlakte van La Ferrière-aux-Étangs bedroeg op 1 januari 2022 10,93 vierkante kilometer; de bevolkingsdichtheid was toen 140,1 inwoners per km².

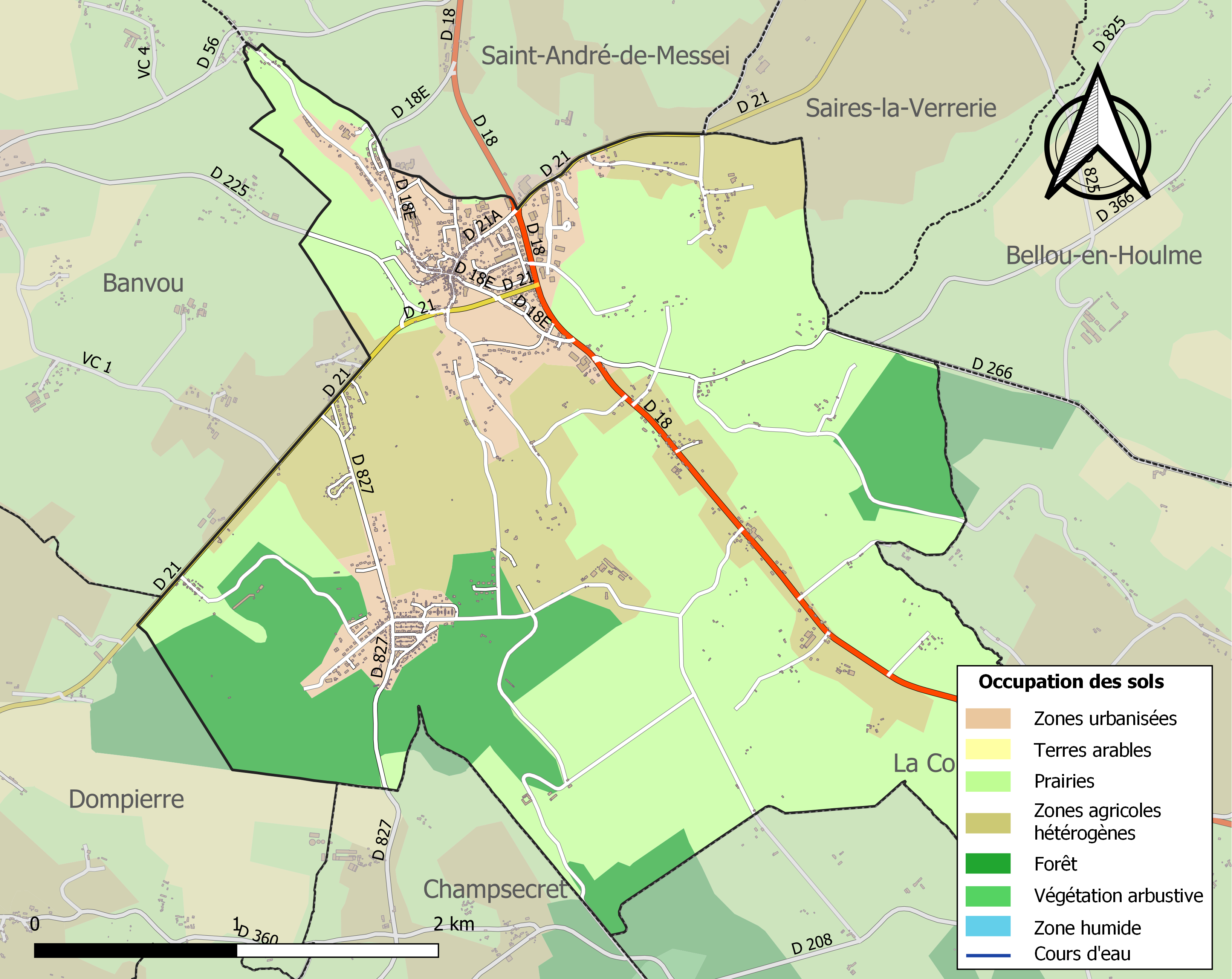
Kaart van de gemeente met belangrijkste infrastructuur, bodemgebruik en omliggende gemeenten

## Demografie
Onderstaande figuur toont het verloop van het inwonertal (bron: INSEE-tellingen).